# Perilla frutescens
Perilla frutescens is een eenjarige plant die behoort tot de lipbloemenfamilie.

## Korea
De Koreaanse naam is deulkkae of tŭlkkae (들깨, wat 'wilde sesam' betekent). Hetzelfde woord verwijst ook naar de zaden. Deze zaden kennen een veelvoud van toepassingen in de Koreaanse keuken, evenals de bladeren (kkaennip, 깻잎).
Ondanks de letterlijke vertaling van deulkkae ("wilde sesam") en kkaennip ("sesamblad") bestaat er geen enkele verwantschap met sesam, wat tot verwarring kan leiden in Koreaanse kookboeken die naar andere talen zijn vertaald.
Gepekelde kkaennip, met gemalen rode peper tussen elke twee blaadjes, kan gemakkelijk gevonden worden in Koreaanse winkels. De essentiële oliën zorgen voor de sterke smaak. Verse bladeren doen denken aan appel en munt. Ze worden gebruikt in salades en als bijgerecht bij barbecues. De smaak verschilt van die van de Japanse shiso, evenals het uiterlijk. De bladeren zijn groter, ronder, platter, met een minder gekartelde rand en vaak met een purperen kleur aan de onderkant van het blad.
Perillaolie (deulgireum, 들기름) wordt getrokken van de zaden; de massa die overblijft na het persen dient als voedsel voor dieren. De olie heeft een rijke smaak en geur. Deze lijken op de donkere sesamolie (chamgireum, 참기름). De zaden worden gekookt in gerechten, geroosterd, geplet om de smaak ten volle te benutten en gemengd met sesam en zout.

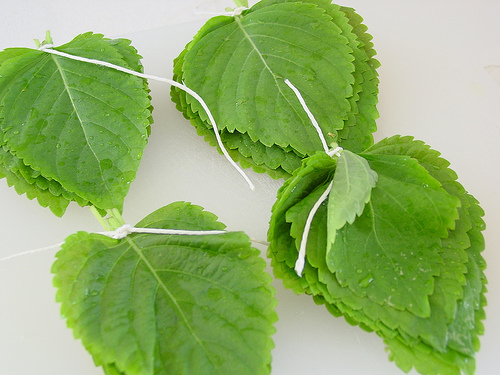
Koreaanse perillabladeren gebruikt als bijgerecht